# Nacra 17
El Nacra 17 es un monotipo catamarán utilizado en competencias de vela. Fue diseñado en 2011 y producido por primera vez en 2012. En mayo de 2012 la Federación Internacional de Vela eligió al Nacra 17 para establecer una nueva categoría olímpica, en este caso mixta mujer-varón, a partir de los Juegos Olímpicos de Río de Janeiro 2016.

## Características
Morrelli & Melvin, los diseñadores de la nave, sintetizaron la filosofía que inspira el diseño del siguiente modo:

La Fórmula 16 se encuentra en el extremo menor en la escala sobre rango de peso de la tripulación especificada por la ISAF (de 120 kg a 140 kg) y, en nuestra opinión, sería mucho más excitante y desafiante navegar a nivel olímpico, si tuviera un plano de velamen más poderoso. El peso de la tripulación típica del F18 excede el rango especificado por la ISAF. El F18 es además un bote algo pesado para su largo y podría ser más liviano, pero el volumen del casco y el área de la superficie tendría que ser innecesariamente largo para una embarcación olímpica más liviana especificada en la plataforma F18. Teniendo en cuenta que ningún diseño o clase existente cumple con las especificaciones de la ISAF, decidimos crear un diseño completamente nuevo que tiene aproximadamente 17 pies de largo, llamado NACRA 17. Comparado con un clase catamarán F16, es 250mm más largo, 100mm más ancho, tiene un mástil más alto y mayor superficie vélica, y orzas desplazables curvas. Las orzas curvas también otorgan una dimensión nueva a la navegación.